# Emissionskontingentierung
Der Begriff Emissionskontingentierung stammt aus dem Schall-Immissionsschutz. Grundlage des Schall-Immissionsschutzes ist das Bundes-Immissionsschutzgesetz. Dessen § 50 regelt die bei raumbedeutsamen Planungen zu beachtenden Grundsätze. Demnach sind schallemittierende Nutzungen und schützenswerte Bauflächen so anzuordnen, dass Schallimmissionen auf das geringst mögliche Maß reduziert werden. Dieser Grundsatz wird auch als Trennungsgrundsatz bezeichnet.
Bei Bauleitplanungen kann der Trennungsgrundsatz nicht immer strikt befolgt werden. Sollen etwa geräuschemittierende Industrie- oder Gewerbegebiete in der Nähe von Wohngebieten ausgewiesen werden, können ausreichende Schutzabstände nicht immer eingehalten werden. Daher besteht die Möglichkeit, über Einschränkungen der Schallemissionen der Industrie- oder Gewerbegebiete eine Verträglichkeit herzustellen. Diese Einschränkungen können mittels Emissionskontingenten erfolgen. Dabei wird der auf den Quadratmeter Grundstücksfläche bezogene mögliche Schallleistungspegel nach oben hin begrenzt.
Bei der Formulierung der textlichen Festsetzungen und der Darstellung im Plan ist das Bestimmtheitsgebot zu beachten. Es muss aus dem Bebauungsplan eindeutig hervorgehen, auf welche Fläche sich die Emissionskontingente beziehen, wie hoch der Schallleistungspegel ist, auf Grundlage welcher Ausbreitungsrechnung die immissionsseitigen Pegelanteile der einzelnen Teilflächen (sogenannte Immissionskontingente) ermittelt werden sollen und wie in späteren Genehmigungsverfahren die Verträglichkeit von Vorhaben mit den Emissionskontingenten überprüft werden soll.
Das Verfahren der Emissionskontingentierung wird in der DIN 45691 beschrieben. Emissionskontingente lassen sich als flächenhaft ausgedehnte fiktive Schallquellen verstehen und werden innerhalb des betrachteten Plangebiets festgesetzt. Damit werden planübergreifende Festsetzungen vermieden. Über eine in der DIN 45691 definierte Ausbreitungsrechnung werden die Emissionskontingente mit Immissionskontingenten an der Wohnbebauung außerhalb des Plangebiets verknüpft. Damit erhält man durch die Festsetzung einer Obergrenze für Schallemissionen für eine Teilfläche innerhalb des Plangebiets die obere Grenze der zulässigen Schallimmissionen dieser Teilfläche an Immissionsorten außerhalb des Plangebiets. Diese Immissionskontingente stellen die Grundlage der Beurteilung von Schallimmissionen von späteren Vorhaben in der betrachteten Teilfläche dar. Für eine Zulassung von Vorhaben müssen folglich die Immissionen des geplanten Vorhabens an den Immissionsorten der umliegenden Wohnbebauung prognostiziert und mit den Immissionskontingenten der Teilfläche, in der sich das Vorhaben befindet, verglichen werden. Unterschreiten die Immissionen des geplanten Vorhabens die Immissionskontingente, so bestehen aus Sicht des Schallimmissionsschutzes keine Bedenken gegen das Vorhaben, es hält also das Planrecht des Bebauungsplans hinsichtlich des Schall-Immissionsschutzes ein.